# Villanueva de Jiloca
Villanueva de Jiloca ist ein spanischer Ort und eine Gemeinde (municipio) mit nur noch 69 Einwohnern (Stand: 2024) im Süden der Provinz Saragossa in der Autonomen Gemeinschaft Aragonien. Die Gemeinde gehört zur bevölkerungsarmen Serranía Celtibérica.

## Lage und Klima
Villanueva de Jiloca liegt am Río Jiloca ca. 110 km (Fahrtstrecke) südwestlich der Provinzhauptstadt Saragossa in einer Höhe von ca. 530 m. Das Klima ist gemäßigt bis warm; Regen (ca. 472 mm/Jahr) fällt übers Jahr verteilt.

## Bevölkerungsentwicklung
| Jahr      | 1970 | 1981 | 1991 | 2001 | 2011 | 2021 |
| Einwohner | 221  | 169  | 115  | 109  | 78   | 57   |

## Sehenswürdigkeiten
- Ägidienkirche (Iglesia de San Gil)

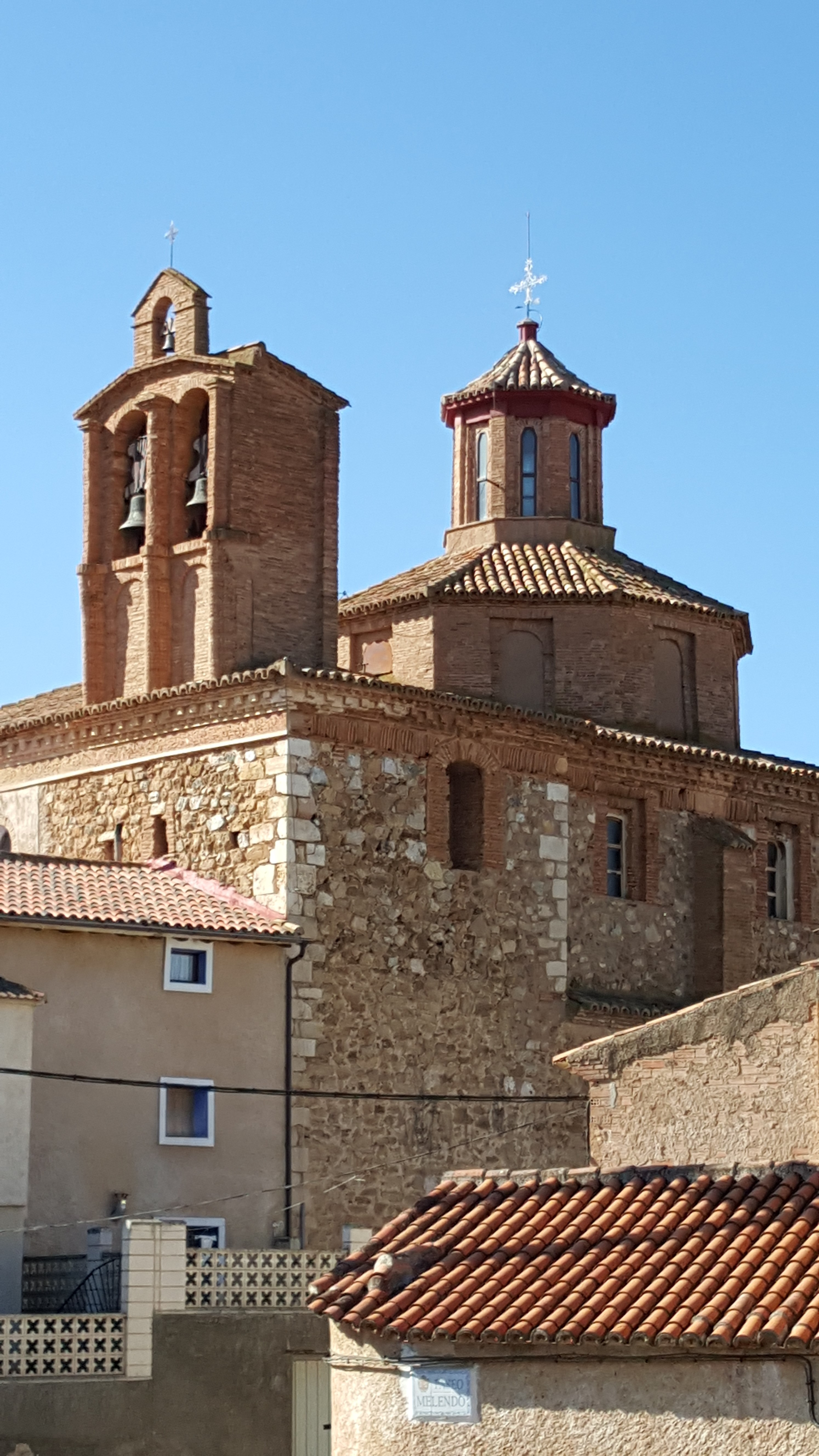
Ägidienkirche

## Persönlichkeiten
- Arnald von Villanova (um 1235/1240–1311), Arzt, Hochschullehrer (hier oder in Valencia geboren)